# Rhue
Rhue – rzeka we Francji, przepływająca przez tereny departamentów Puy-de-Dôme, Cantal i Corrèze, o długości 56,6 km. Stanowi dopływ rzeki Dordogne.